# Leptodontiopsis orientalis
Leptodontiopsis orientalis là một loài rêu trong họ Orthotrichaceae. Loài này được Dixon mô tả khoa học đầu tiên năm 1935.